# Rabenberg (Schönwald)
Der Rabenberg ist ein 720 m hoher, stark bewaldeter Berg unmittelbar nordwestlich der Stadt Schönwald im Landkreis Wunsiedel im Fichtelgebirge (Bayern).

## Bergbau
1476 fand für den Rabenberg eine Bergrechtsverleihung statt, es wurde Eisenerz und später Kobalt abgebaut.

## Karten
- Fritsch Wanderkarte 1: 35.000, Nr. 106 Selb-Schönwald